# Aneuxanthis
Aneuxanthis là một chi bướm đêm thuộc phân họ Tortricinae của họ Tortricidae.

## Các loài
- Aneuxanthis locupletana (Hubner, [1822])